# غدة عطرية
غُدَّة الرائحة أو الغُدّة العطرية هي غدد خارجية مفرزة للروائح توجد في معظم الثدييات وتنتج إفرازات شبه لزجة تحتوي على فيرومونات ومركبات كيميائية وشبه كيميائية. تحمل هذه الروائح معلومات تشير للحالة، تحديد المناطق المسيطر عليها، المزاج والقوة الجنسية. وقد ترصد بشكل لاشعوري وليس عبر الشم. على الرغم من أنها ليست وظيفتها الأساسية، تعمل الغدد اللعابية أيضا كغدد عطرية في بعض الحيوانات.

## راجع أيضا
- غدة مشطية
- غدة شرجية

- غدة مفترزة عرقية